# Гарячка Росс Рівер
Гарячка Росс Рівер (англ. Ross River fever; синоніми — епідемічний поліартрит, гарячка річки Росс) — гостре вірусне зоонозне, ендемічне арбовірусне захворювання, яке передається москітами.
Хвороба належить до найпоширеніших арбовірусних інфекцій в Австралії. Щорічно там реєструється в середньому 5000 випадків. Перший спалах був у 1928 році в районі Хей і Наррандера в Новому Південному Уельсі. Захворювання може набувати епідемічного характеру, остання значна епідемія була зареєстрована у 1979—1980 роках, було уражено близько 60 тисяч людей.

## Етіологія
Збудник належить до родини Togaviridae, роду Alphavirus, комплексу Семліки. Вперше виділений був з москітів, зловлених біля річки Росс Рівер у Квінсленді (Австралія). Вірус належить до групи з 6 артритогенних (які спричинюють ураження суглобів) альфавірусів, куди входять ще збудники гарячки лісу Барма, чікунгуньї, гарячки Сіндбіс, о'ньйонг'ньйонг та гарячки Маяро.

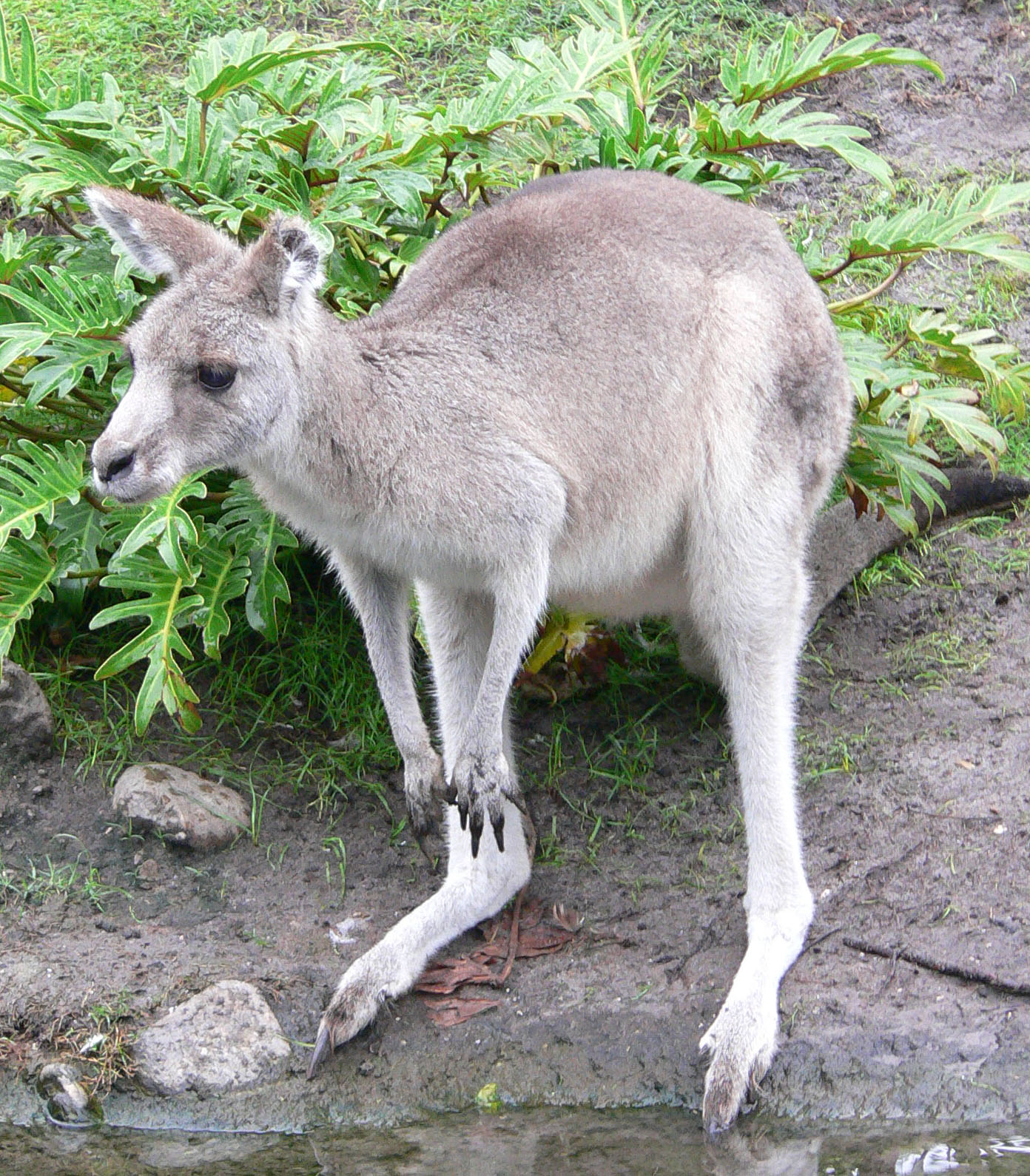
Головний резервуар гарячки Росс Рівер — кенгуру

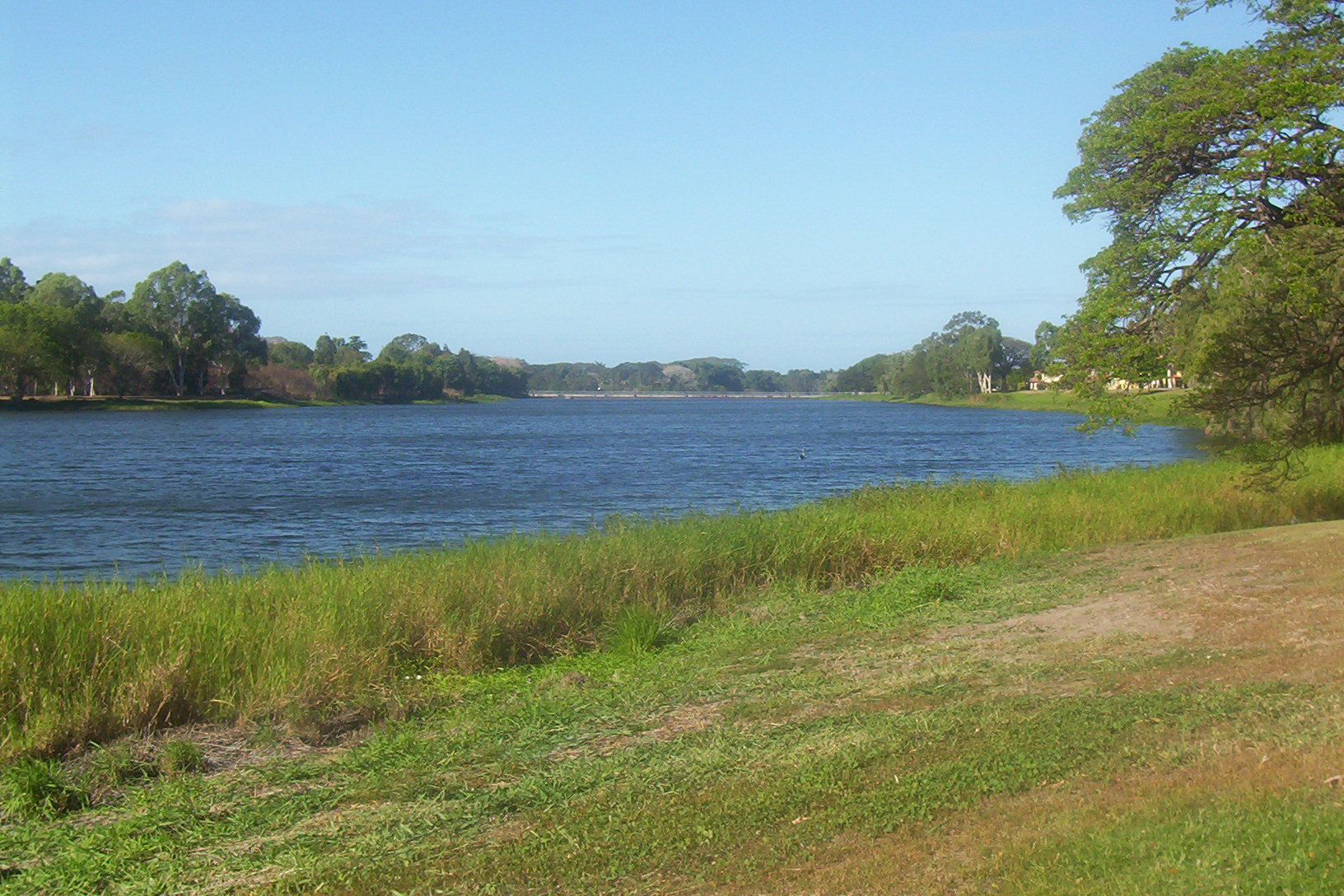
Типовий пейзаж Річка Росс Рівер

## Епідеміологічні особливості
Основним резервуаром інфекції є кенгуру, а також можуть бути коні, опосуми, летючі білки та птахи. Переносником інфекції є комарі родів Culex (Culex annulirostris) та Aedes, зокрема, Aedes albopictus, Aedes vigilax, Aedes camptorhynchus. Загалом близько 30 видів комарів здатні переносити хворобу. Ендемічними регіонами є Австралія з Тасманією, Нова Гвінея, Фіджі та Соломонові острови, переважно ті райони, які мають велику кількість опадів та максимальні припливи. Переважно хворіють особи віком 25-44 роки.

## Патогенез
Після укусу зараженим москітом вірус прикріплюється до поверхневого клітинного рецептору (ймовірно це інтегрин) та потрапляє всередину клітин-мішеней. Первинна реплікація вірусу відбувається в скелетних м'язах. Після виходу з уражених клітин до кровотоку вірус нейтралізується за участі специфічних антитіл та інтерферонів 1 типу. У більшості випадків на час появи перших ознак захворювання вірус у крові не виявляється, проте відбувається інфікування ним інших тканин, зокрема макрофагів. У розвитку артритів та артралгій відіграє роль імунокомплексний механізм та місцева запальна відповідь опосередкована макрофагами та цитотоксичними Т-лімфоцитами. У частини пацієнтів можлива тривала персистенція вірусу в макрофагах, що призводить до тривалого збереження проявів. Є свідчення, що тяжкі форми хвороби є генетично детермінованими, виникають у людей, в яких немає дефіциту білка С3, тоді як при його дефіциті розвивається легкий клінічний перебіг.

## Клінічні ознаки
За клінічними проявами нагадує чікунгунью. Інкубаційний період становить від 3 до 21 дня, зазвичай — 7–9 днів. У 55 %-75 % інфікованих, особливо у дітей, патологічний процес перебігає мало- та безсимптомно. У випадку маніфестного перебігу хвороба частіше супроводжується проявами інтоксикації, висипом та ураженням суглобів у вигляді артралгій. Послідовність появи та інтенсивність цих ознак може варіювати у різних пацієнтів.
Ураження суглобів виникає у 95 % хворих з маніфестним клінічним перебігом, частіше буває симетричним, від незначного обмеження рухів до значного набряку та гіперемії. Частіше уражаються периферичні суглоби, зокрема гомілковостопні, суглоби пальців, кисті рук і коліна. У більшості пацієнтів зникнення артралгій та відновлення функції суглобів відбувається за 5–7 місяців.
Висип виникає майже у 50 % хворих. Частіше має макулопапульозний характер, але можуть з'являтись також везикульозні та геморагічні елементи. З'являється на тулубі та кінцівках, але може також розповсюджуватись на кисті, стопи, обличчя і волосисту частину голови.
У більшості хворих є ознаки інтоксикаційного синдрому. Гарячка спостерігається у 30–50 % пацієнтів. У більше, ніж половини хворих, є загальна слабкість та міалгії. Може також відбуватися лімфаденопатія, біль у горлі, нежить, діарея. Зрідка розвиваються спленомегалія (збільшення селезінки), гломерулонефрит, менінгіт чи енцефаліт.

## Діагностика
Для лабораторної діагностики використовується полімеразна ланцюгова реакція (ПЛР), визначення специфічних IgM та IgG у сироватці крові за допомогою імуноферментного аналізу (ІФА). Підтвердженим вважається випадок при позитивних результатах ПЛР та сероконверсії (появі IgG після IgM). Підозрілим є випадок при одночасному виявленні IgM та IgG. Верифікація діагнозу тільки на підставі виявлених IgM наразі не рекомендується.

## Лікування
Специфічна терапія станом на 2018 рік не розроблена. З метою дії на патогенетичні ланки застосовуються детоксикаційні розчини внутрішньовенно, жарознижувальні засоби, нестероїдні протизапальні препарати, кортикостероїди у тяжких випадках.

## Профілактика
Наразі вакцина проти вірусу гарячки Росс Рівер і хіміопрофілактика не розроблена. Індивідуальна профілактика полягає у запобіганні укусам москітів (захисний одяг, застосування репелентів тощо).